# Anguis cephallonica
Anguis cephallonica е вид влечуго от семейство Слепоци (Anguidae). Видът е почти застрашен от изчезване.

## Разпространение и местообитание
Разпространен е в Гърция.
Обитава гористи местности, градини, ливади, храсталаци и плантации в райони с умерен климат.

## Описание
Популацията на вида е намаляваща.